# Biserica fortificată Sfânta Precista din Galați
Biserica fortificată Sfânta Precista este un edificiu religios din Galați, cu hramul "Adormirea Maicii Domnului". A fost construită între 1643 și 1647 și este un simbol al orașului. Biserica este un monument istoric, având codul LMI  GL-II-a-A-03066 (tot ansamblul), și coordonatele 45°25′46″N 28°03′11″E / 45.42943°N 28.0531488889°E.

## Istoric
Biserica este o ctitorie negustorească, ridicată între anii 1643-1647, în timpul lui Vasile Lupu, fiind construită din piatră și cărămidă. Are turnul clopotniță inclus în corpul bisericii, și podul fortificat.
Biserica Precista a fost sfințită în septembrie 1647 și a fost închinată  Mănăstirii Vatopedu, de la Muntele Athos.